# Doula
Doula är en stödperson som ger en födande kvinna och hennes eventuella partner kontinuerligt administrativt, pragmatiskt och psykoemotionellt stöd innan, under och efter en förlossning.
Ordet doula kommer från nygrekiskans δούλα, som betyder tjänstekvinna/tjänarinna/slavinna, från antik grekiska δούλη, slavinna. Doula är inte en skyddad yrkestitel, vilket medför att vem som helst kan kalla sig detta, till skillnad från barnmorska som är en medicinsk profession.
Internationell forskning påvisar att en doula bidrar till att minska förlossningens längd, minskar medicinska komplikationer, minskar upplevelsen av smärta, minskar behovet av medicinska interventioner, minskar antalet postpartumdepressioner samt bidrar till en bättre amningsstart.